# The world of the Spirit
The world of the Spirit is een compositie van Benjamin Britten.
Het werk is geschreven voor radio-uitzending via de BBC als een van de meer religieuze cantates. Voor de cantate werd door R. Ellis Roberts teksten verzameld waarop Britten zijn muziek schreef. Britten had waarschijnlijk een grote invloed op de uiteindelijk verzamelde teksten, want die gaan vooral over Brittens levensvisie met een grote afkeer van oorlog, geweld en intolerantie. Britten schreef deze cantate in april en mei 1938 toen hij ook bezig was met zijn Pianoconcert. De eerste uitzending werd de ether ingezonden op 5 juni 1938 met als een van de solisten Sophie Wyss, zij had eerder zijn Our hunting fathers en On this island gezongen en zou later de eerste liederen van Les illuminations zingen. Begeleiding vond plaats door het koor en orkest van het BBC Symphony Orchestra onder leiding van Trevor Harvey. Er vonden nog een aantal herhalingen plaats, maar na 1939 verdween het van het repertoire. De radio was uiteindelijk de redding van het werk, want in 1995 was het werk opnieuw te horen, ditmaal op BBC Radio3. Verantwoordelijk daarvoor was het ensemble dat de opnamen voor Chandos heeft gemaakt. 

## Delen
1. Part I: Prologue
  1. Prelude / I will pout ut my spirit on all flesh
  2. O Thou that movest all / The Comforter, The Holy Spirit
  3. The Sun, The Moon, the Stars/ And behold, the Lord passes by
  4. This is my commandment
  5. With wide-embracing love
2. Part II: The fruits of the spirit
  1. Lord make me see thy glory
  2. O Life, O Love, now undivided/ Where the spirit of the Lord is, there is liberty
  3. The fruit of the spirit is love, joy, peace
  4. The fruit of the spirit is love/ One day in november 1682
  5. The fruit of spirit is faith/And Jesus went away
  6. The fruit of spirit is goodness, is meekness/ The Chief Rabbi Abraham Bloch
  7. The fruit of spirit is long-suffering/ When James Connolly, the Irish rebel
  8. The fruit of spirit is joy/ St Francis of Assisi
  9. The spirit of the Lord
3. Part III: Epilogue
  1. Spirit of whom my spirit would reply
  2. O knowing, glorious Spirit!/ I went out one afternoon
  3. The World is charged /God is a Spirit
  4. Come, O Creator Spirit, Come

### Orkestratie
- spreekstem (1 of 2)
- sopraan, mezzosopraan, tenor, bariton-solisten
- koor sopranen, alten, tenoren, baritons
- 2 dwarsfluiten (II ook piccolo, 2 hobo’s,  2 klarinetten, 2 fagotten
- 4 hoorns, 2 trompetten, 3 trombones, 1 tuba
- pauken,  1 man/vrouw percussie voor bekkens, gong, kleine trom, grote trom en tamboerijn, 1 harp, orgel
- violen, altviolen, celli, contrabassen

## Discografie
- Uitgave Chandos:
  - Susan Chilcott (sopr); Pamela Helen Stephen (mezzo); Martyn Hill (tenor); Stephen Varcoe (bariton); Hannah Gordon en Cormac Riby (spreekstemmen)
  - Britten Singers o.l.v. Simon Wright
  - BBC Philharmonic
  - dirigent Richard Hickox
  - opname 1995/1996